# Cneu Pompeu Colega
Cneu Pompeu Colega (em latim: Gnaeus Pompeius Collega) foi um senador romano nomeado cônsul sufecto para o nundínio de novembro a dezembro de 71 com Quinto Júlio Córdio.

## Carreira
Sua carreira política é conhecida apenas parcialmente. Colega foi legado da Legio IV Scythica, estacionada na Síria em 70. O recém-empossado governador, Lúcio Júnio Cesênio Peto, ainda não havia chegado e, como o mais sênior dos oficiais na região, Colega atuava como governador. Neste período, um incêndio irrompeu em Antioquia e, segundo Flávio Josefo, todo o mercado, as cortes legais e os edifícios civis vizinhos foram destruídos. A comunidade judaica local foi acusada de ser a causadora do incêndio e os cidadãos de Antioquia começaram a atacá-los. Depois de muita dificuldade, Colega conseguiu conter a população e iniciou uma investigação para descobrir a causa do incêndio. Ele descobriu que os judeus não apenas eram inocentes, mas que o fogo foi "obra de patifes que, pressionados por suas dívidas, imaginaram que se queimassem o mercado e os registros públicos, estariam livres de todas as dívidas". É provável que esta atuação tenha lhe valido a nomeação para o consulado no ano seguinte.
O outro cargo conhecido de Colega foi o de governador da Galácia, onde duas inscrições diferentes atestam sua administração. Uma é um miliário e a outra, uma dedicação em Antioquia na Pisídia celebrando seu patrocínio da cidade. Werner Eck data seu mandato na região entre os anos de 73 e 77.

## Família
Colega tem sido identificado como sendo o pai de Sexto Pompeu Colega, cônsul em 93.